# Yakima (cráter)
Yakima es un cráter de impacto del planeta Marte situado al oeste del cráter Semeykin, al norte de Bamberg, al este de Mohawk y al sureste de Hope, a 41,5° norte y 8,6º este. El impacto causó un boquete de 13 kilómetros de diámetro. El nombre fue aprobado en 1976 por la Unión Astronómica Internacional, haciendo referencia a la ciudad estadounidense Yakima.